# Ängelholms stadsbussar

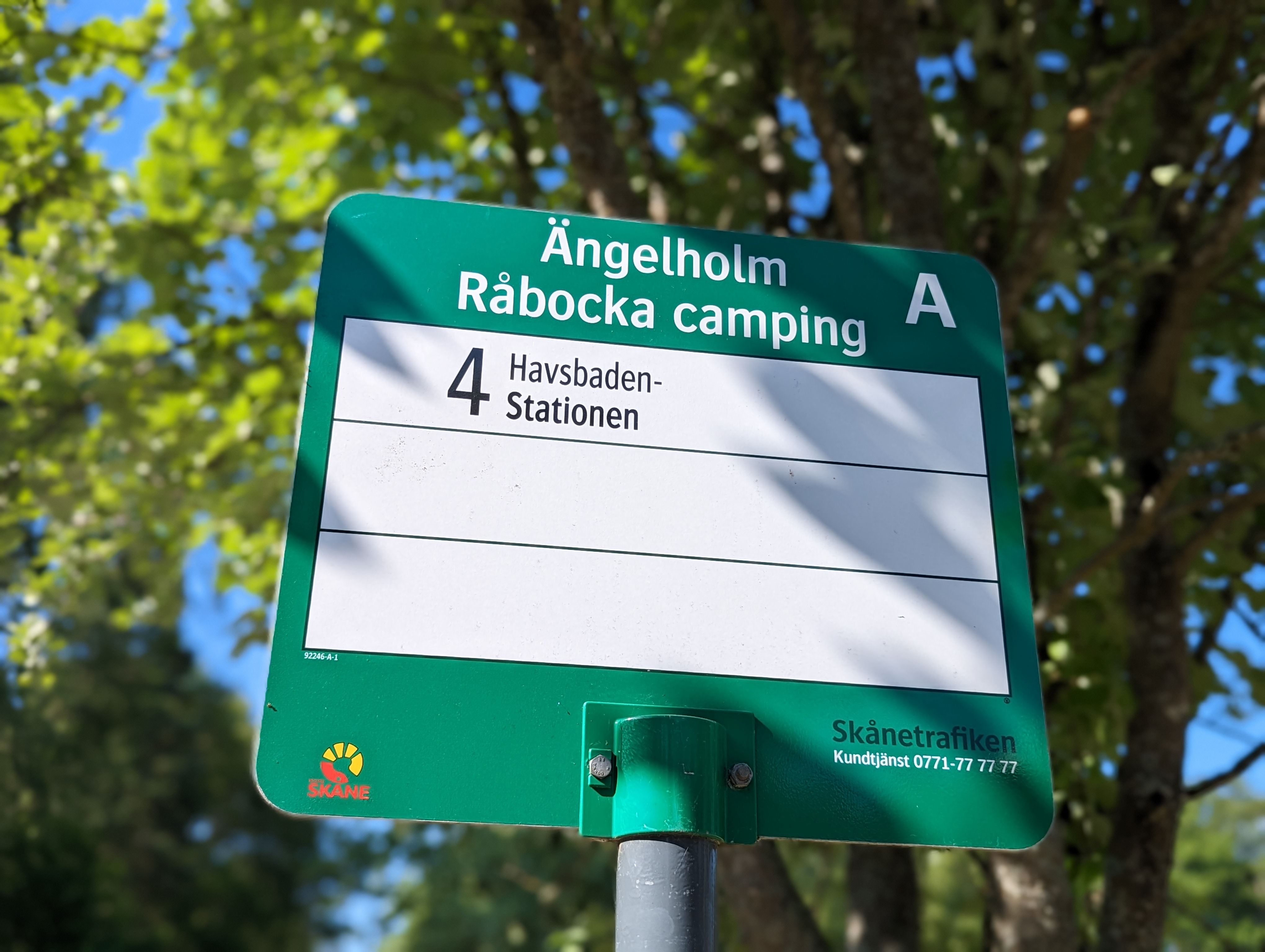
Hållplatsskylt i Råbocka camping.

Ängelholms stadsbussar är gröna, precis som Skånetrafikens övriga stadsbussar. Trafikhuvudman för stadsbusstrafiken i Ängelholm är Skånetrafiken, som även sköter regionbussarna.
I januari 2016 blev Ängelholm Sveriges första stad med övervägande eldrift då 5 st batteridrivna elbussar från BYD började köra i stadstrafiken. 2022 var antalet 9 st elbussar i staden.

## Linjenät
Vid tidtabellsomläggningen 13 december 2015 när Hallandsåstunneln öppnade, började Pågatågen stanna vid Barkåkra Station och därmed ändrades linjenätet och linje 3 tillkom.
| Linje | Sträckning                             |
| ----- | -------------------------------------- |
| 1     | Midgården – Stationen – Kulltorp       |
| 2     | Vejbystrand – Skälderviken – Stationen |
| 3     | Pomona - Stationen - Kroneslätt        |
| 4     | Havsbaden - Stationen - Nyhem          |

## Trafik
Trafiken körs av Bergkvarabuss Ängelholm.